# Jingning
Jingning léase Ching-Níng (en chino simplificado, 景宁畲族自治县; pinyin, Jǐngníng Shēzú Zìzhìxiàn) es un condado autónomo bajo la administración directa de la ciudad-prefectura de Lishui. Se ubica en la provincia de Zhejiang, este de la República Popular China. Su área es de 1938 km² y su población total para 2010 fue más de 100 mil habitantes.

## Administración
El condado autónomo de Jingning se divide en 21 pueblos que se administran en 2 subdistritos, 4 poblados y 15 villas .